# 7647 Etrépigny
7647 Etrépigny là một tiểu hành tinh vành đai chính với chu kỳ quỹ đạo là 1814.8529379 ngày (4.97 năm).
Nó được phát hiện ngày 15 tháng 11 năm 1995.